# 比耶夫维莱尔莱巴波姆
比耶夫维莱尔莱巴波姆（法語：Biefvillers-lès-Bapaume）是法国上法蘭西大區加来海峡省的一个市镇，属于阿拉斯区巴波姆县。该市镇2009年时的人口为94人。

## 人口
比耶夫维莱尔莱巴波姆人口变化图示
| 数据来源：INSEE |